# Константинеску-Яшь, Петре
Петре Константинеску-Яшь (рум. Petre Constantinescu-Iași; 25 ноября 1892, Яссы, Королевство Румыния — 1 декабря 1977, Бухарест, Социалистическая Республика Румыния) — румынский историк, искусствовед, педагог, доктор наук, общественно-политический и государственный деятель Румынии, действительный член Румынской академии (1948), член-корреспондент Болгарской Академии наук, почётный доктор исторических наук МГУ. Лауреат Государственной премии СРР (1963). Герой Социалистической Республики Румыния (1974). Герой Социалистического труда Румынии (1971).

## Биография
Родился в скромной семье учителей. Обучался на факультете литературы и философии Университета в Яссах. Ученик Ореста Тафрали. В 1914 году стал доктором наук.
Активный участник революционного и антифашистского движения. Один из основателей Румынской коммунистической партии в 1921 году.
Участвовал в создании общества «Друзья СССР» (1934). В буржуазно-помещичьей Румынии неоднократно подвергался репрессиям. После Второй мировой войны работал заместителем председателя Президиума Великого национального собрания Румынии (1948—1953), министр информации (1945—1946), министр пропаганды (1946), министр культуры (1953—1957).
В 1948—1963 годах — вице-председатель Генерального совета общества румынско-советской дружбы. В 1957—1964 годах — директор Румынско-советского института Академии РНР. 
В 1963—1965 годах — член Государственного совета Румынии. 
Автор многочисленных трудов по археологии, истории искусства, новой и новейшей истории Румынии.

## Избранные труды
- Rolul României în epoca de regenerare a Bulgariei (1919)
- Unde duce colaborarea. Pagini de istorie contemporană (1921)
- Istoria artei bizantine (1927)
- Evoluția stilului moldovenesc (1927)
- Istoria artei creștine din apus (1929)
- Tipărituri vechi românești necunoscute (1931)
- Românii și bulgarii (1945)
- Intelectualii și revoluția de la 1848 în Principatele Române (1948)
- Organizații de masă legale conduse de Partidul Comunist în anii 1932 - 1938 (1952)
- Relații culturale româno-ruse din trecut (1954)
- Studii istorice româno-bulgare (1956)
- Unirea țărilor române în artele plastice (1959)
- Lucrări și publicații din România despre Revoluția Socialistă din Octombrie (1967)
- Lupta pentru formarea Frontului Popular în România (1968)
- Pagini de luptă din trecut. 1914-1936 (1972)
- De la eliberare la socialism. 1944-1955 (1973)
- În anii socialismului victorios (1976)